# Прометей (Дніпродзержинськ, 1991)
Футбольний клуб «Прометей» — колишній український футбольний клуб, який представляв місто Дніпродзержинськ (нинішнє Кам'янське) Дніпропетровської області.

## Історія
Клуб було засновано у березні 1991 року. Його співзасновниками стали Міськспорткомітет, Рембудуправління та Дніпродзержинський індустріальний інститут. Пізніше спонсорами міського футбольного клубу були також невеликі комерційні організації міста. Основу команди склали випускники ДЮСШ МіськВНО, які грали у 1990 році за команду «Буревісник».
У 1991 році ФК «Прометей» стартував у чемпіонаті України серед колективів фізкультури. Команда зайняла місце «Радиста». Керівництво цієї команди поставило умовою передачі права на участь у першості України виступ під назвою «Радист». Лише з другого кола змагань ім'я «Прометея» з'явилося в протоколах матчів. В цьому розіграші команда зайняла 6 місце в своїй зоні.
В сезоні 1992/93 «Прометей» стартував у перехідній лізі першості України. Виступ команди виявився невдалим і наприкінці сезону «Прометей» опинився на останньому місці. Знову до когорти професіоналів дніпродзержинці повернулися у 1995 році. Цього разу «Прометей» стартував у Другій лізі. 5 листопада 1995 року перед власними вболівальниками команда була розгромлена севастопольською «Чайкою» з рахунком — 0:11. Але найгірше було попереду. Через фінансові труднощі після першого кола клуб взагалі відмовився від участі у змаганнях і після завершення сезону припинив існування.

## Всі сезони в незалежній Україні
| Сезон   | Чемпіонат          | Чемпіонат | Чемпіонат | Чемпіонат | Чемпіонат | Чемпіонат | Чемпіонат | Чемпіонат | Чемпіонат | Кубок       | Кубок | Кубок | Кубок | Кубок | Кубок | Кубок | Кубок | Примітка                             |
| Сезон   | Ліга               | Місце     | І         | В         | Н         | П         | ЗМ        | ПМ        | О         | Етап        | І     | В     | Н     | П     | ЗМ    | ПМ    | О     | Примітка                             |
| ------- | ------------------ | --------- | --------- | --------- | --------- | --------- | --------- | --------- | --------- | ----------- | ----- | ----- | ----- | ----- | ----- | ----- | ----- | ------------------------------------ |
| 1992/93 | Перехідна (D4)     | 18 з 18   | 34        | 4         | 9         | 21        | 26        | 68        | 17        | —           | —     | —     | —     | —     | —     | —     | —     |                                      |
| 1993/94 | КФК Зона 4         | 5 з 15    | 28        | 15        | 4         | 9         | 26        | 28        | 34        | —           | —     | —     | —     | —     | —     | —     | —     |                                      |
| 1994/95 | Аматори Підгрупа 5 | 11 з 15   | 30        | 12        | 4         | 14        | 39        | 48        | 40        | —           | —     | —     | —     | —     | —     | —     | —     |                                      |
| 1995/96 | Друга (D3) Група Б | 20 з 21   | 38        | 1         | 1         | 36        | 10        | 81        | 4         | 1/64 фіналу | 1     | 0     | 1     | 0     | 0     | 0     | 1     | Знявся зі змагань після першого кола |
| Всього  | Друга (D3)         | 1 сезон   | 38        | 1         | 1         | 36        | 10        | 81        | 3         | >1 сезон    | 1     | 0     | 1     | 0     | 0     | 0     | 1     |                                      |
| Всього  | Перехідна (D4)     | 1 сезон   | 34        | 4         | 9         | 21        | 26        | 68        | 17        |             |       |       |       |       |       |       |       |                                      |

- Найбільша перемога — Друга Ліга: 1:0 («Портовик» (Іллічівськ), 18 вересня 1995 року, Дніпродзержинськ).
- Найбільша перемога — Перехідна Ліга: 3:0 («Олімпік» (Харків), 1 травня 1993 року, Дніпродзержинськ).
- Найбільша поразка — Друга Ліга: 0:11 («Чайка» (Севастополь), 5 листопада 1995 року, Дніпродзержинськ).
- Найбільша поразка — Перехідна Ліга: 0:7 («Динамо» (Луганськ), 19 червня 1993 року, Луганськ).